# Batea schotti
Batea schotti is een vlokreeftensoort uit de familie van de Bateidae. De wetenschappelijke naam van de soort is voor het eerst geldig gepubliceerd in 1997 door Ortiz & Lemaitre.